# Hossam Abdelmoneim
Hossam Abdelmoneim (Egitto, 12 febbraio 1975) è un ex calciatore egiziano, di ruolo difensore.